# Nemanja Lakić-Pešić
Nemanja Lakić-Pešić (in serbo Немања Лакић-Пешић?; Belgrado, 14 gennaio 1991) è un calciatore serbo, difensore della Dinamo Pančevo.